# Olisthodiscus
Az Olisthodiscus az Ochrophytina tengerekben és brakkvízben élő nemzetsége. Az Olisthodiscaceae, az Olisthodiscales és az Olisthodiscophyceae egyetlen ismert nemzetsége. 2021-ben ismerték el az Ochrophytina többi kládjától független csoportként.

## Morfológia
Egysejtű, lekerekített vagy körte alakú, lapult és kissé behajló. Sejtmembránját pikkelyek, fonalak és gyöngyszerű kiemelkedések fedik, közvetlenül alatta több vezikulum van. 2 ostora van, egyikük elöl van, és valamivel hosszabb a sejttestnél, másikuk hátul van, és a sejttesttel azonos hosszú vagy kissé rövidebb. Úszáskor szubsztrát mentén siklik forgás nélkül. Több parietális helyzetű plasztisza van pirenoidokkal. Nincs sejtfala, szemfoltja vagy kontraktilis vakuóluma, de van más fajok lipidtároló vakuólumaihoz hasonló színes gömbje.
Plasztisza elszórt szemcsékben tartalmazza a ptDNS-t. 1 nagy csíkozott kinetoszóma-gyökere van, ostora átmeneti zónáján nincs hélix. E plasztiszok 3–4 μm-esek.

## Életciklus
Cisztát képezhet.

### Szaporodás
Ivartalanul hosszanti hasadással szaporodik, emellett zoospóraképzésre is képes. Nem ismert benne ivaros szaporodás.

## Ökológia
Az Erie-tóban 5 m mély vízben az rbcL-szekvenciák alapján gyakori, ez alapján az feltehetően átmeneti zónát alkothat a felszíni és a mély víz közt.

## Genetika
Ribulóz-1,5-biszfoszfát-karboxiláz/oxigenáza a Cylindrotheca N1-éhez hasonló katalitikus együtthatókkal rendelkezik – a karboxiláz és az oxigenáz katalitikus együtthatója hasonlók, de az Olisthodiscus karboxiláza moláris katalitikus együtthatója 45–90%-kal nagyobb. Nem ismert, hogy van-e szén-dioxid-koncentráló mechanizmusa. A holoenzim 8 nagy és 8 kis egységből áll.
Az O. luteus plasztisz-16S rRNS-ét 1991-ben szekvenálták Terrence P. Delaney és Rose Ann Cattolico, akik a szerkezetét is meghatározták. Hossza 1519 nt, és közel teljesen különbözik az Escherichia coli 16S rRNS-étől.
Az O. luteus ptDNS-e 150 kbp hosszú, mindkét RuBisCO-egységet kódolja, és megtalálható benne a QB génje is, és körkörös. Fordított ismétlődésű szakasza 1986-ban nem volt jól elhatárolható. Egy sejt mintegy 650 ptDNS-példányt tartalmaz, és a plasztisz- és sejtosztódási sebességek különbsége a magi:plasztisz-DNS-arány szigorú tartásával folyamatos ptDNS-példányszám-változást okoz, ahogy életciklusán végighalad. Így egy logaritmikus fázisbeli sejt sok plasztiszt tartalmaz, bennük kevés ptDNS-példánnyal, míg az állandó fázisbeliekben kevés a plasztisz, de azok egyenként több ptDNS-példányt tartalmaznak. Az Olisthodiscus tomasii érett állapotban 5–13, zoospórája 1–2 gömbölyű vagy ellipszoid alakú plasztiszt tartalmaz szabálytalan szélekkel és átszúrt pirenoidokkal és 1–2 vörös, plasztiszon kívüli gömbbel.
Az Ochrophytinán belül kizárólag az Olisthodiscophyceae rendelkezik ycf80, cysT és cysW génekkel.

## Rendszertan

### Történet
1937-es leírásakor a sárgászöld moszatok (Xanthophyceae) közé került. Egy japán törzs ultraszerkezetéről szóló 1985-ös tanulmány megfelelőbbnek találta a Raphidophyceae csoportba sorolását. Azonban az 1980–1992 közti publikációk az Olisthodiscus és a többi Raphidophyceae-faj közti különbséget – az ejektilis sejtszervecskék hiányát és a sárga színt – emelték ki, továbbá ostorgyökérrendszere a sárga- és barnamoszatokhoz hasonlóbbnak bizonyult. Ennek ellenére egy 1992-es módosítás nem fogadta el ez érveket, és a Raphidophyceae tagja maradt. Egy 1999-es tézis az Olisthodiscophyceae önálló osztálykénti elfogadását javasolta, de sose közölték folyóiratban.
Molekuláris filogenetika alapján az Olisthodiscus a Raphidophyceaen és más Ochrophytina-osztályokon kívüli ágként jelent meg, ezért 2013-ban Cavalier-Smith és Scoble új alosztályba sorolták Sulcophycidae néven a Hypogyristea osztályban a Pelagophycidae és a Dictyochophyceae mellett, de ennek monofíliája kevéssé volt alátámasztott. Emellett új rendet (Olisthodiscales) és családot (Olisthodiscaceae) is létrehoztak. Feltételezték még, hogy a Sulcochrysis is ide tartozik, de ennek DNS-szekvenciái hiányában ez nem volt megerősíthető. Egy 2021-es tanulmány is vizsgálta az Olisthodiscust, és igazolta, hogy önálló filogenetikai ág, így került önálló osztályba Olisthodiscophyceae néven.
|  | Bacillariophyceae                                                  |
|  |                                                                    |
|  | \| \| Pelagophyceae \| \| \| \| \| \| Dictyochophyceae \| \| \| \| |
|  |                                                                    |
|  | Pelagophyceae                                                      |
|  |                                                                    |
|  | Dictyochophyceae                                                   |
|  |                                                                    |

|  | Pelagophyceae    |
|  |                  |
|  | Dictyochophyceae |
|  |                  |

|  | Raphidophyceae                                                 |
|  |                                                                |
|  | \| \| Xanthophyceae \| \| \| \| \| \| Phaeophyceae \| \| \| \| |
|  |                                                                |
|  | Xanthophyceae                                                  |
|  |                                                                |
|  | Phaeophyceae                                                   |
|  |                                                                |

|  | Xanthophyceae |
|  |               |
|  | Phaeophyceae  |
|  |               |

|  | Olisthodiscophyceae |
|  |                     |
|  | Pinguiophyceae      |
|  |                     |

|  | Eustigmatophyceae                                                  |
|  |                                                                    |
|  | \| \| Synchromophyceae \| \| \| \| \| \| Chrysophyceae \| \| \| \| |
|  |                                                                    |
|  | Synchromophyceae                                                   |
|  |                                                                    |
|  | Chrysophyceae                                                      |
|  |                                                                    |

|  | Synchromophyceae |
|  |                  |
|  | Chrysophyceae    |
|  |                  |

|  | Olisthodiscophyceae |
|  |                     |
|  | Pinguiophyceae      |
|  |                     |

|  | Eustigmatophyceae                                                  |
|  |                                                                    |
|  | \| \| Synchromophyceae \| \| \| \| \| \| Chrysophyceae \| \| \| \| |
|  |                                                                    |
|  | Synchromophyceae                                                   |
|  |                                                                    |
|  | Chrysophyceae                                                      |
|  |                                                                    |

|  | Synchromophyceae |
|  |                  |
|  | Chrysophyceae    |
|  |                  |

|  | Raphidophyceae                                                 |
|  |                                                                |
|  | \| \| Xanthophyceae \| \| \| \| \| \| Phaeophyceae \| \| \| \| |
|  |                                                                |
|  | Xanthophyceae                                                  |
|  |                                                                |
|  | Phaeophyceae                                                   |
|  |                                                                |

|  | Xanthophyceae |
|  |               |
|  | Phaeophyceae  |
|  |               |

|  | Olisthodiscophyceae |
|  |                     |
|  | Pinguiophyceae      |
|  |                     |

|  | Eustigmatophyceae                                                  |
|  |                                                                    |
|  | \| \| Synchromophyceae \| \| \| \| \| \| Chrysophyceae \| \| \| \| |
|  |                                                                    |
|  | Synchromophyceae                                                   |
|  |                                                                    |
|  | Chrysophyceae                                                      |
|  |                                                                    |

|  | Synchromophyceae |
|  |                  |
|  | Chrysophyceae    |
|  |                  |

|  | Olisthodiscophyceae |
|  |                     |
|  | Pinguiophyceae      |
|  |                     |

|  | Eustigmatophyceae                                                  |
|  |                                                                    |
|  | \| \| Synchromophyceae \| \| \| \| \| \| Chrysophyceae \| \| \| \| |
|  |                                                                    |
|  | Synchromophyceae                                                   |
|  |                                                                    |
|  | Chrysophyceae                                                      |
|  |                                                                    |

|  | Synchromophyceae |
|  |                  |
|  | Chrysophyceae    |
|  |                  |

|  | Bacillariophyceae                                                  |
|  |                                                                    |
|  | \| \| Pelagophyceae \| \| \| \| \| \| Dictyochophyceae \| \| \| \| |
|  |                                                                    |
|  | Pelagophyceae                                                      |
|  |                                                                    |
|  | Dictyochophyceae                                                   |
|  |                                                                    |

|  | Pelagophyceae    |
|  |                  |
|  | Dictyochophyceae |
|  |                  |

|  | Raphidophyceae                                                 |
|  |                                                                |
|  | \| \| Xanthophyceae \| \| \| \| \| \| Phaeophyceae \| \| \| \| |
|  |                                                                |
|  | Xanthophyceae                                                  |
|  |                                                                |
|  | Phaeophyceae                                                   |
|  |                                                                |

|  | Xanthophyceae |
|  |               |
|  | Phaeophyceae  |
|  |               |

|  | Olisthodiscophyceae |
|  |                     |
|  | Pinguiophyceae      |
|  |                     |

|  | Eustigmatophyceae                                                  |
|  |                                                                    |
|  | \| \| Synchromophyceae \| \| \| \| \| \| Chrysophyceae \| \| \| \| |
|  |                                                                    |
|  | Synchromophyceae                                                   |
|  |                                                                    |
|  | Chrysophyceae                                                      |
|  |                                                                    |

|  | Synchromophyceae |
|  |                  |
|  | Chrysophyceae    |
|  |                  |

|  | Olisthodiscophyceae |
|  |                     |
|  | Pinguiophyceae      |
|  |                     |

|  | Eustigmatophyceae                                                  |
|  |                                                                    |
|  | \| \| Synchromophyceae \| \| \| \| \| \| Chrysophyceae \| \| \| \| |
|  |                                                                    |
|  | Synchromophyceae                                                   |
|  |                                                                    |
|  | Chrysophyceae                                                      |
|  |                                                                    |

|  | Synchromophyceae |
|  |                  |
|  | Chrysophyceae    |
|  |                  |

|  | Raphidophyceae                                                 |
|  |                                                                |
|  | \| \| Xanthophyceae \| \| \| \| \| \| Phaeophyceae \| \| \| \| |
|  |                                                                |
|  | Xanthophyceae                                                  |
|  |                                                                |
|  | Phaeophyceae                                                   |
|  |                                                                |

|  | Xanthophyceae |
|  |               |
|  | Phaeophyceae  |
|  |               |

|  | Olisthodiscophyceae |
|  |                     |
|  | Pinguiophyceae      |
|  |                     |

|  | Eustigmatophyceae                                                  |
|  |                                                                    |
|  | \| \| Synchromophyceae \| \| \| \| \| \| Chrysophyceae \| \| \| \| |
|  |                                                                    |
|  | Synchromophyceae                                                   |
|  |                                                                    |
|  | Chrysophyceae                                                      |
|  |                                                                    |

|  | Synchromophyceae |
|  |                  |
|  | Chrysophyceae    |
|  |                  |

|  | Olisthodiscophyceae |
|  |                     |
|  | Pinguiophyceae      |
|  |                     |

|  | Eustigmatophyceae                                                  |
|  |                                                                    |
|  | \| \| Synchromophyceae \| \| \| \| \| \| Chrysophyceae \| \| \| \| |
|  |                                                                    |
|  | Synchromophyceae                                                   |
|  |                                                                    |
|  | Chrysophyceae                                                      |
|  |                                                                    |

|  | Synchromophyceae |
|  |                  |
|  | Chrysophyceae    |
|  |                  |

### Fajok
Az 1937-ben leírt típusfajon, az Olisthodiscus luteuson kívül 2 további fajt írtak le a 20. században, ezek az Olisthodiscus carterae és az Olisthodiscus magnus, melyek később a Heterosigma akashiwo, illetve Chattonella marina fajoknak bizonyultak, így 2021-ig az Olisthodiscus monotipikus csoport lett 1 fajjal (O. luteus), mikor új fajt írtak le, az Olisthodiscus tomasiit.
- Olisthodiscus luteus Carter, 1937
- Olisthodiscus tomasii Barcytė, Eikrem et M. Eliáš, 2021

## Pigmentek
Plasztiszpigmentjei például a klorofill a, c1 és c2, karotinoid pigmentjei többek közt fukoxantin, violaxantin, anteraxantin és zeaxantin. Klorofill a- és c-termelése lépései egymástól elkülönülnek: a polipeptid szintézise a világos szakaszban történik, bár korábban a sejtciklussal hozták összefüggésbe. Nem bontja le sötétben a klorofillt.

## Fordítás
Ez a szócikk részben vagy egészben  az   Olisthodiscus című angol Wikipédia-szócikk ezen változatának fordításán alapul.  Az eredeti cikk szerkesztőit annak laptörténete sorolja fel. Ez a jelzés csupán a megfogalmazás eredetét és a szerzői jogokat jelzi, nem szolgál a cikkben szereplő információk forrásmegjelöléseként.